# Афанасенко, Иван Прокофьевич
Ива́н Проко́фьевич Афана́сенко (1923—1975) — старшина Советской Армии, участник Великой Отечественной войны, Герой Советского Союза (1945).

## Биография
Иван Афанасенко родился 16 января 1923 года в станице Нижне-Стебелевка (ныне — Старонижестеблиевская Красноармейского района Краснодарского края) в казачьей семье. В детские годы учиться много не пришлось, получил начальное образование, после чего был охотником.
В марте 1942 года Афанасенко был призван на службу в Рабоче-крестьянскую Красную Армию. С августа того же года — на фронтах Великой Отечественной войны. К декабрю 1944 года гвардии ефрейтор Иван Афанасенко был сапёром 66-го гвардейского отдельного сапёрного батальона 59-й гвардейской стрелковой дивизии 46-й армии 2-го Украинского фронта.
Сапёр 66-го гвардейского отдельного сапёрного батальона (59-я гвардейская стрелковая дивизия, 37-й стрелковый корпус, 46-я армия, 2-й Украинский фронт) гвардии ефрейтор Афанасенко Иван Прокофьевич проявил героизм и отвагу в ходе Будапештской наступательной операции.
Отличился в боях во время форсирования Дуная. В ночь с 4 на 5 декабря 1944 года участвовал в форсировании Дуная в районе населённого пункта Эрчи (южнее Будапешта, Венгрия), ведя через реку лодку с бойцами первого броска десанта. Переправа проводилась под ураганным артиллерийско-миномётным и пулемётно-ружейным огнём противника. При подходе к правому берегу Дуная с него по лодке открыл огонь немецкий пулемёт. Иван Афанасенко быстро развернул лодку и дал возможность расчёту установленного на ней станкового пулемёта открыть огонь и подавить вражескую огневую точку.
С рассветом под непрерывным огнём орудий и миномётов весь день работал на переправе, совершил десятки рейсов, преодолевая быстрое течение Дуная. В промокшей от близких разрывов снарядов одежде, без еды и отдыха совершал один рейс за другим, доставляя на плацдарм подкрепления и вывозя обратно раненых.
.
В 1944 году вступил в ВКП(б).
Указом Президиума Верховного Совета СССР от 24 марта 1945 года Иван Афанасенко был удостоен высокого звания Героя Советского Союза с вручением ордена Ленина и медали «Золотая Звезда».
Продолжал воевать до Победы, участвовал в Венской наступательной операции. Вновь отличился 10 апреля 1945 года, пулемётным огнём с земли сбив немецкий самолёт.
В 1946 году в звании старшины Афанасенко был демобилизован. В 1947 году он окончил школу механизации. Позднее переехал в Сталинград (с 1961 — Волгоград), там работал трактористом, бульдозеристом в Волгограде.
Умер 11 сентября 1975 года.

## Награды
Был также награждён орденами Отечественной войны 2-й степени и Красной Звезды, а также рядом медалей.

## Память

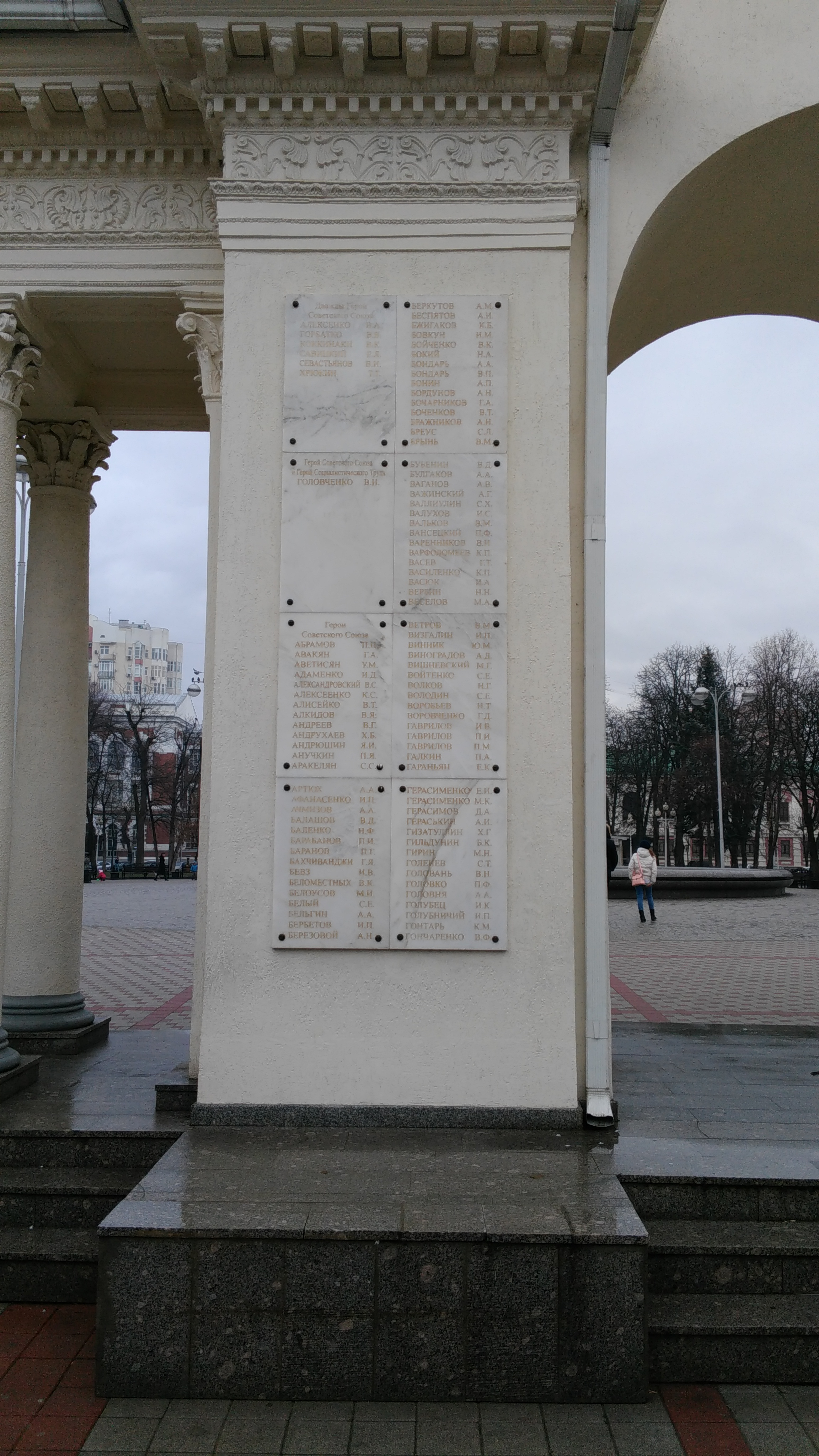
Имя Героя на мемориальной арке в Краснодаре (А-Г)

- Имя Героя увековечено на мемориальной арке в Краснодаре.
- Имя Героя высечено золотыми буквами в зале Славы Центрального музея Великой Отечественной войны в Парке Победы города Москвы.
- В родной станице Героя Старонижестеблиевской установлен бюст Героя (1965), его именем названа улица.